# Cartura
Cartura ist eine nordostitalienische Gemeinde (comune) mit 4587 Einwohnern (Stand 31. Dezember 2023) in der Provinz Padua in Venetien. Die Gemeinde liegt etwa 15,5 Kilometer südlich von Padua am canale Pontelongo.

## Geschichte
Erst um 1440 wird Cartura urkundlich erstmals erwähnt, wenngleich die Gegend bereits um das erste vorchristliche Jahrhundert besiedelt war.